# 黃碧嬌
黃碧嬌，SBS，MH，JP（1965年1月21日—），民建聯成員，現任香港大埔區議會大埔南選區議員，曾任大埔區議會主席兼廣福及寶湖選區議員。

## 簡歷
早年就讀漢華中學。
2003年香港區議會選舉，她在宏福選區以2,062票，擊敗取得1,844票的黃耀梓，成功當選。
2007年香港區議會選舉，她在宏福選區以2,578票，再次擊敗取得865票的黃耀梓，以及擊敗取得795票的黎卓賢，成功當選連任。 	
2011年香港區議會選舉，她在宏福選區自動當選連任。 	
2015年香港區議會選舉，她轉戰廣福及寶湖選區以2,248票，擊敗取得779票的周弘隆，以及擊敗取得363票的郭樹仁，成功當選連任。	
2019年香港區議會選舉，她在廣福及寶湖選區獲得2,804票，敗給獲得3,768票大埔民主聯盟的連桷璋，連任失敗，喪失長達19年的區議員資格。 	
她在2004年香港立法會選舉中，排在劉江華名單的第六名，2008年香港立法會選舉，則排第四名，2012年香港立法會選舉，民建聯於新界東分拆兩張名單出選，她排於陳克勤名單第三位。2016年香港立法會選舉，繼續排在陳克勤名單。

## 區議會公職
- 前大埔區議會主席
- 前大埔區議會議員
  - 漁農工商、旅遊及文娛康體委員會委員
  - 環境、房屋及工程委員會委員
  - 文娛康體委員會委員
  - 社會服務委員會委員
  - 交通及運輸委員會委員